# 이비인후과

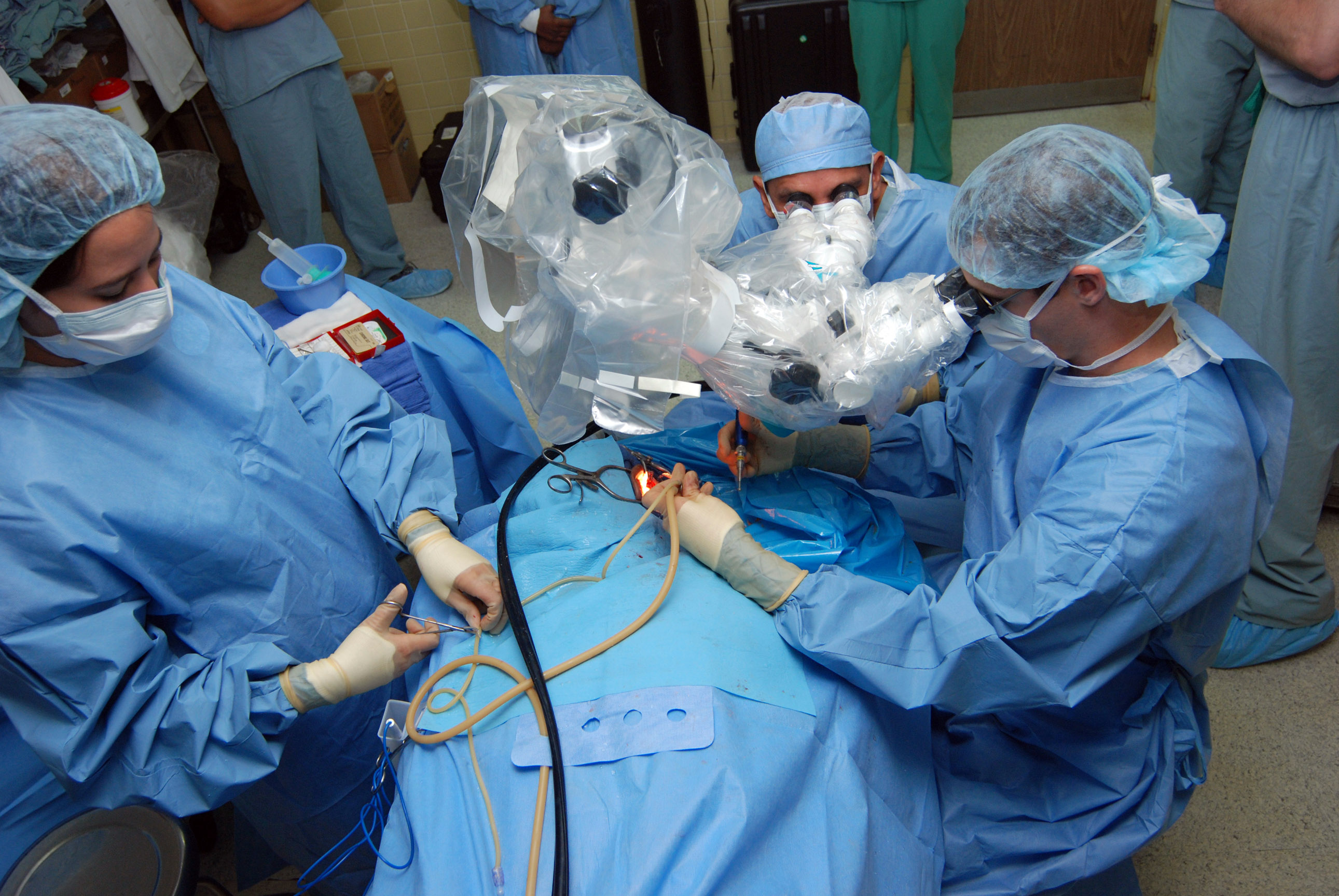
귀 수술 장면

이비인후과(耳鼻咽喉科, 영어: otorhinolaryngology 또는 otolaryngology) 혹은 이비인후-두경부외과는 귀(이), 코(비), 후두, 인두 그리고 두경부의 질병을 다루는 의학의 한 분과이다.
귀를 다루는 이과학, 코를 다루는 비과학, 인후두를 다루는 후두학, 두경부 질환을 다루는 두경부 외과학 등으로 세분할 수 있다.

## 같이 보기
- 청각학
- 두경부 해부학
- 두경부암
- 구강외과
- 언어병리학
- 외과의